# Sracimirowo
Sracimirowo (bułg. Срацимирово) – wieś w Bułgarii, w obwodzie Widyń, w gminie Gramada. W 2024 roku liczyła 42 mieszkańców.

## Historia
W czasach tureckich była to mała osada i często była atakowana i rabowana. Stara nazwa wsi to Gol tupan. W 1978 r. Sracimirowo zostało oddzielone od nie istniejącej już gminy Dunawci i włączone do gminy Gramada.